# Tavşanlı, Gebze
Tavşanlı là một xã thuộc huyện Gebze, tỉnh Kocaeli, Thổ Nhĩ Kỳ. Dân số thời điểm năm 2010 là 2.386 người.